# Svultentjärnen (Nordmarks socken, Värmland)
Svultentjärnen är en sjö i Filipstads kommun i Värmland och ingår i Göta älvs huvudavrinningsområde.